# Реальність (альбом)
«Реальність» — дебютний студійний альбом гурту PICK-UP, випущений у 2013 році американським лейблом iUA Music.  Платівка вийшла на фізичних носіях та у цифровому форматі на iTunes [Архівовано 6 березня 2016 у Wayback Machine.] і Google Play [Архівовано 10 червня 2016 у Wayback Machine.]. Альбом PICK-UP "Реальність", отримала статус альбому року за версією «Молодого радіо».

20 квітня 2015 року, альбом був перевипущений зі статусом Deluxe Edition.

## Композиції
| #   | Назва                 | Автор           | Тривалість |
| --- | --------------------- | --------------- | ---------- |
| 1.  | «Вектор»              | Костя Леонтович | 2:18       |
| 2.  | «Де Мій Світ»         | Костя Леонтович | 5:02       |
| 3.  | «Дівчина З Голлівуду» | Костя Леонтович | 2:58       |
| 4.  | «Баскетбол»           | Костя Леонтович | 2:52       |
| 5.  | «Прозоріше Води»      | Костя Леонтович | 4:15       |
| 6.  | «Бувай мій страх»     | Костя Леонтович | 3:15       |
| 7.  | «Час (передмова)»     | Костя Леонтович | 0:49       |
| 8.  | «Час»                 | Костя Леонтович | 3:47       |
| 9.  | «Зізнання»            | Костя Леонтович | 3:36       |
| 10. | «Безпритульний світ»  | Костя Леонтович | 4:15       |
| 11. | «Обираю»              | Костя Леонтович | 4:32       |
| 12. | «Бачити»              | Костя Леонтович | 3:45       |

## Музиканти

### PICK-UP
- Костя Леонтович — вокал, гітара
- Михайло Орлов — бас-гітара
- Сергій Доронін — ударні

### Запрошені музиканти
- Данил Калашніков — барабани
- Олександра Видря — скрипка